# Dibamus tiomanensis
Dibamus tiomanensis là một loài thằn lằn trong họ Dibamidae. Loài này được Diaz, Leong, Grismer & Yaakob mô tả khoa học đầu tiên năm 2004.